# Reithouse
Reithouse ist eine französische Gemeinde im Département Jura in der Region Bourgogne-Franche-Comté. Sie gehört zum Arrondissement Lons-le-Saunier und zum Kanton Moirans-en-Montagne. 
Die Nachbargemeinden sind Alièze im Norden, Présilly im Osten, Moutonne im Südosten, Beffia im Süden, Rothonay im Südwesten sowie La Chailleuse im Westen.

## Weblinks

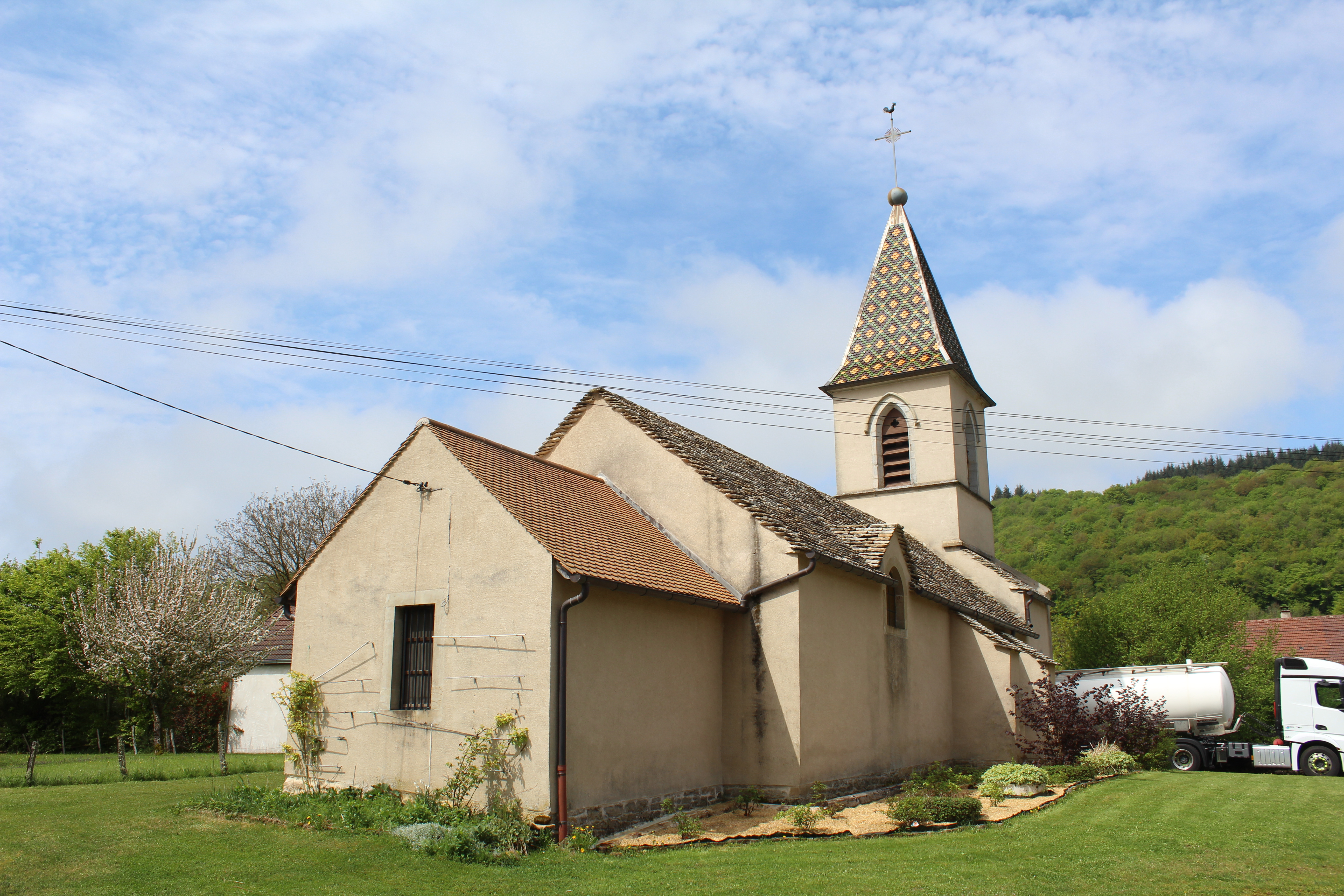
Kirche Saint-Rémy

## Bevölkerungsentwicklung
| Jahr                       | 1962 | 1968 | 1975 | 1982 | 1990 | 1999 | 2008 | 2017 |
| -------------------------- | ---- | ---- | ---- | ---- | ---- | ---- | ---- | ---- |
| Einwohner                  | 68   | 47   | 33   | 35   | 56   | 52   | 52   | 59   |
| Quellen: Cassini und INSEE |      |      |      |      |      |      |      |      |